# Distretto di Ayacucho
Il distretto di Ayacucho è uno dei quindici distretti della provincia di Huamanga, in Perù. Si trova nella regione di Ayacucho e si estende su una superficie di 85,29 chilometri quadrati.

Ha per capitale la città di Ayacucho e nel censimento del 2005 contava 96.939 abitanti.